# Katharina Gritzner
Katharina Gritzner (* 16. Juli 1985 in Spittal an der Drau) ist eine österreichische Schauspielerin und Fernsehmoderatorin.

## Leben
Katharina Gritzner besuchte ab 1995 das Bundesgymnasium Porcia in Spittal an der Drau, wo sie 2003 maturierte. Anschließend studierte sie an der Universität Wien Theater-, Film- und Medienwissenschaft, das Studium schloss sie 2010 als Magistra mit der Arbeit Das Publikum von Morgen: die Komödienspiele Porcia und die abenteuerliche Welt der Biene Maja ab. Ab 1989 erhielt sie eine Tanzausbildung, 1995 hatte sie einen ersten Auftritt bei den Komödienspielen Porcia im Verschwender. Ab 2006 nahm sie privaten Schauspielunterricht und erhielt Sprach- und Stimmbildung bei Adelheid Pillmann und Gesangsunterricht bei Kvam Kyrre, Szenenarbeit erfolgte mit Katharina Stemberger, Alexandra Krismer und Elisabeth Krejcirhd. Die Ausbildung schloss sie mit paritätischem Diplom im Fach Schauspiel ab.
Von 2007 bis 2014 war sie festes Ensemblemitglied bei den Komödienspielen Porcia, wo sie beispielsweise als Cecily in Bunbury, als Louison in Der eingebildete Kranke, als Helene Altenwyl in Der Schwierige, als Marie in Was ihr wollt, als Laure im Brautwerber von Georges Feydeau und als Cora im Anatol auf der Bühne stand. Weitere Engagements führten sie an die Vereinigten Bühnen Bozen, ans Theater Praesent Innsbruck und die Theateroffensive Salzburg.
Seit März 2016 präsentiert sie im ORF die Sendung GartenKULT, im März 2017 startete die zweite Staffel, im April 2018 die dritte und im März 2019 die vierte Staffel.
Im Rahmen der Romyverleihung 2017 wurde sie in der Kategorie Bester Nachwuchs weiblich nominiert.